# 런던 와스프스

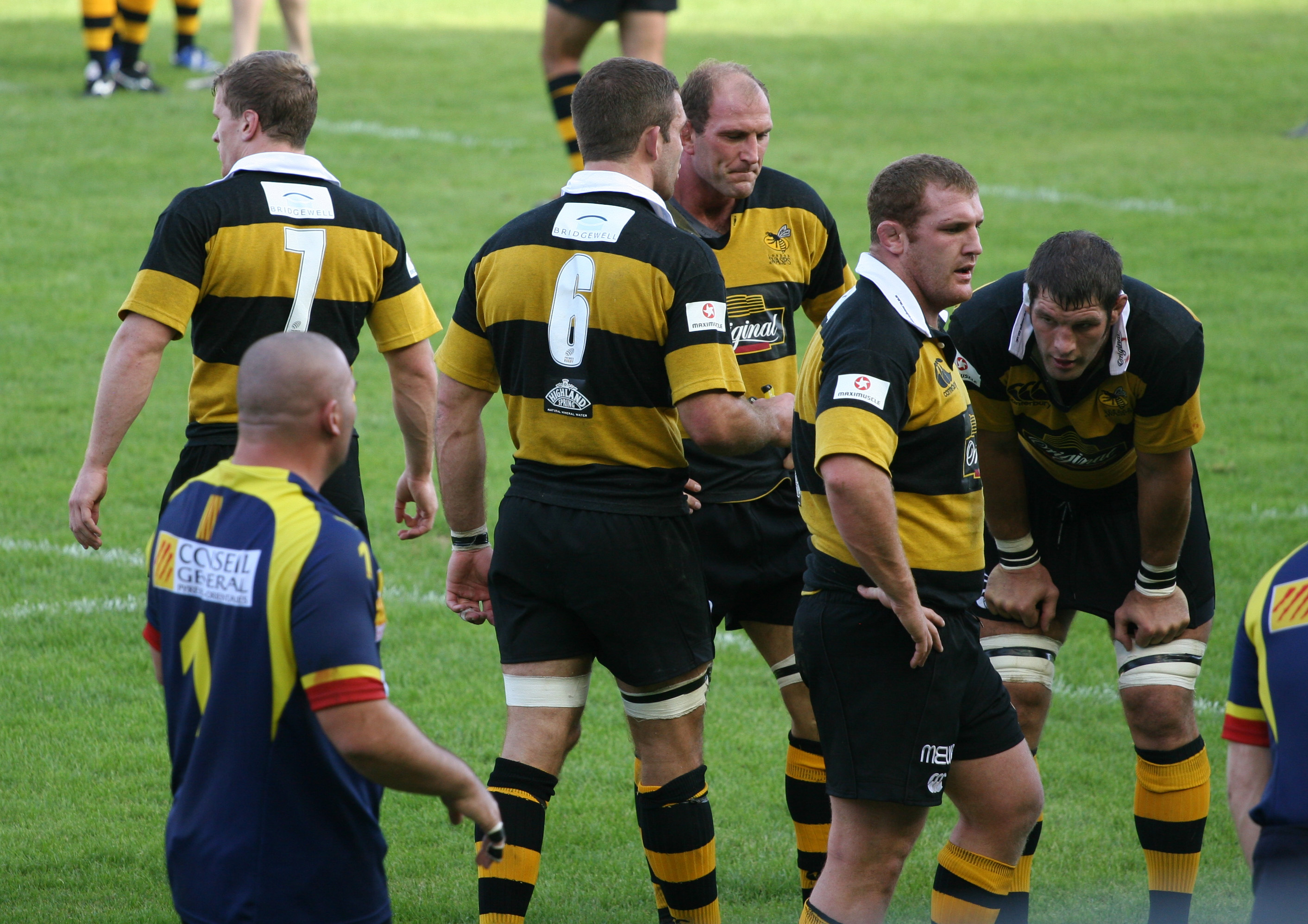

런던 와스프스(London Wasps)는 1867년 창단한 잉글랜드 버킹햄셔 하이위컴의 프로 럭비 팀이다. 홈구장은 아담스 파크이며 현재 잉글리시 프리미어십에 참가 하고 있다.

## 우승
- 잉글리시 프리미어십 : 우승 - 6회 (1989-90, 1996-97, 2002-03, 2003-2004, 2004-05, 2007-08)

준우승 - 3회 (1987-88, 1990-91, 1992-93)
- 앵글로 웰시 컵 : 우승 - 3회 (1998-99, 1999-2000, 2005-06)

준우승 - 4회 (1985-86, 1986-87, 1994-95, 1997-98)
- 하이네켄 컵 : 우승 - 2회 (2003-04, 2006-07)
- 암린 챌린지 컵 : 우승 - 1회 (2002-03)